# Lehmlache Lauer
Lehmlache Lauer ist der Name eines Standgewässers und des umgebenden Naturschutzgebietes im Südwesten Leipzigs. Letzteres ist Teil des Landschaftsschutzgebietes Leipziger Auwald.

## Lage und Größe
Das Naturschutzgebiet liegt in dem Winkel, den das Elsterhochflutbett mit der Staatsstraße S 46 bildet. Letztere führt von Markkleeberg zum Leipziger Stadtteil Großzschocher, zu dessen Flur das Naturschutzgebiet gehört. Nach Süden ist es etwa 600 Meter vom Cospudener See entfernt. Es besitzt eine Fläche von 49 ha bei einer mittleren Nord-Süd-Erstreckung von 1,4 km und einer mittleren Breite von 350 m.
In der Nordwest-Ecke erstreckt sich in Nord-Süd-Richtung der kleine See Lehmlache Lauer. Bei einer Länge von etwa 350 m besitzt er eine Fläche von 2,8 ha und eine Uferlänge von 950 m. Naturschutzgebiet und See werden vom Bach Paußnitz, einem Nebenarm der Weißen Elster, durchflossen.

## Beschreibung
Das Gebiet umfasst eine Kombination aus Auwaldbereichen, Gewässern und genutztem Grünland. Die Wald-Offenland-Verteilung besteht schon mindestens seit 1930. Den Wiesenanteil von etwa 13 % bilden die Große und die Kleine Kelchsteinwiese und eine breite Ost-West-Schneise mit einer Hochspannungsleitung. Der Paußnitzbach ist mehrfach verzweigt, bevor er die Lache durchquert.
Auf den Wiesenflächen wachsen zahlreiche geschützte Pflanzen, wie die vom Aussterben in Sachsen bedrohte Brenndolde (Cnidium dubium). Die Waldteile sind zumeist Eichen-Hainbuchen-Wälder und Hartholzauwälder. Um die Lehmlache sind unter anderem Rohrkolben, Wasser-Schwaden, Sumpf-Segge und Armleuchteralgen anzutreffen.
An bedrohten Tierarten sind Biber, Mopsfledermaus, Zwergdommel, Spitze Sumpfdeckelschnecke, Langflügelige Schwertschrecke und Dunkle Wiesenknopf-Ameisenbläuling zu nennen.

## Geschichte
Der Name „Lauer“ geht auf ein ehemaliges, südlich des Gebiets gelegenes Rittergut zurück, das 1987 im Vorfeld des Braunkohlentagebaus Cospuden abgerissen wurde. Aus dem gleichen Grunde wurde auf dem Gebiet des heutigen Naturschutzgebietes ein Großteil des Waldbestandes abgeholzt. Nach der Stilllegung des Tagebaus 1990 wurde 1992 mit der Wiederaufforstung begonnen, weshalb die Waldbestände relativ jung sind.
Bereits Mitte der 1970er Jahre war aus einer Grube Lehm entnommen worden, der zur Abdichtung der Flusssohle bei der Verlegung der Weißen Elster zwischen Wiederau und Hartmannsdorf wegen des Tagebaus Zwenkau diente. Die Grube füllte sich mit Oberflächenwasser, und die Lache entstand. Zur Stabilisierung des Wasserstands wurde später die Paußnitz eingebunden.
Nach der Absenkung des Grundwasserspiegels durch den benachbarten Tagebau erreichte dieser mit der Auffüllung des Restlochs zum Cospudener See nahezu wieder seinen alten Stand, worauf sich das Biotop der Auenlandschaft stabilisierte. 
Mit einer Rechtsverordnung des Regierungspräsidiums Leipzig vom 14. April 1999 wurde das Gebiet unter Naturschutz gestellt.

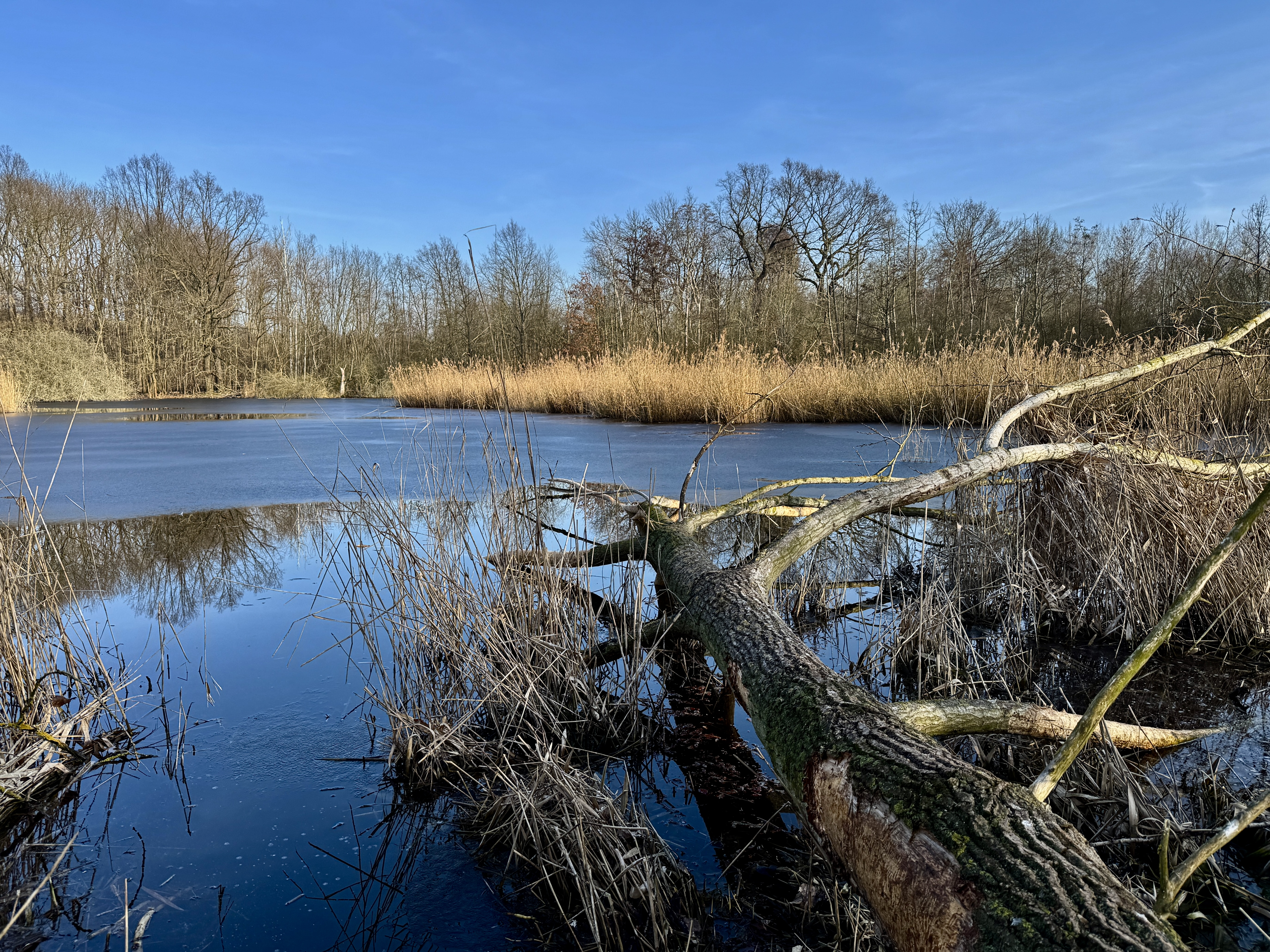
Lehmlache Lauer mit Biberfraß an liegender Weide
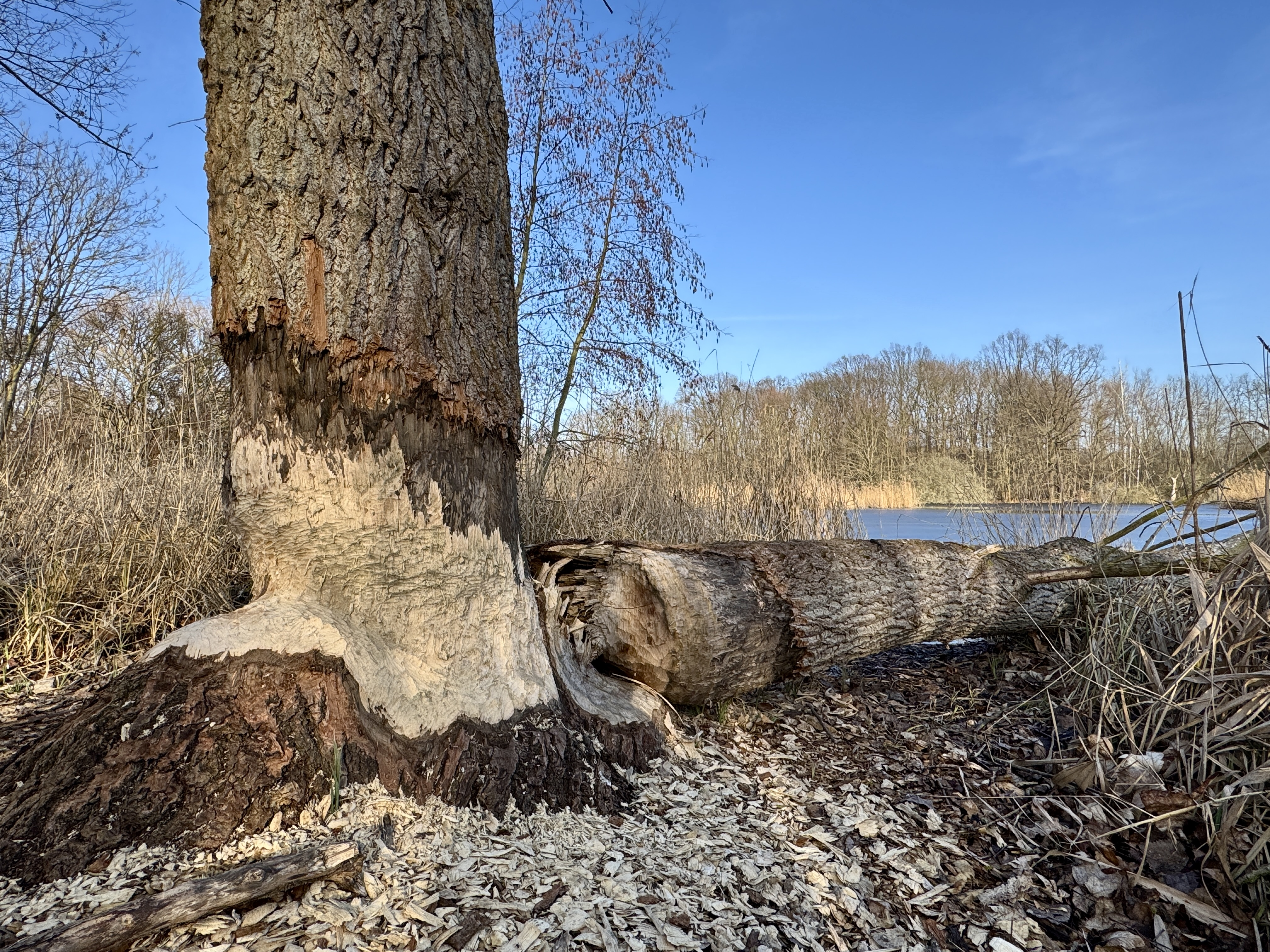
Lehmlache Lauer mit Biberfraß an stehender Pappel
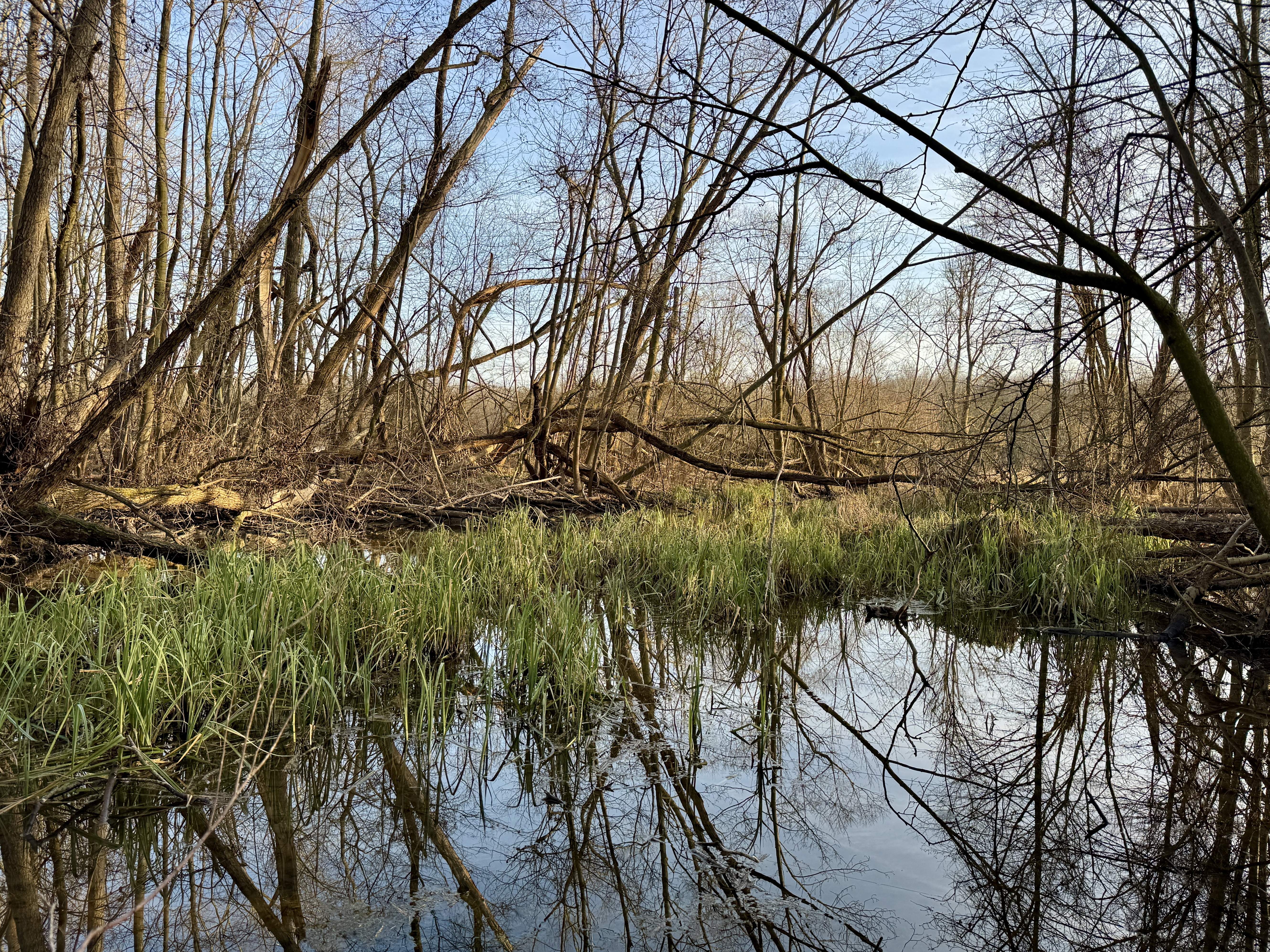
Obere Paußnitz als Zufluss zur Lehmlache Lauer
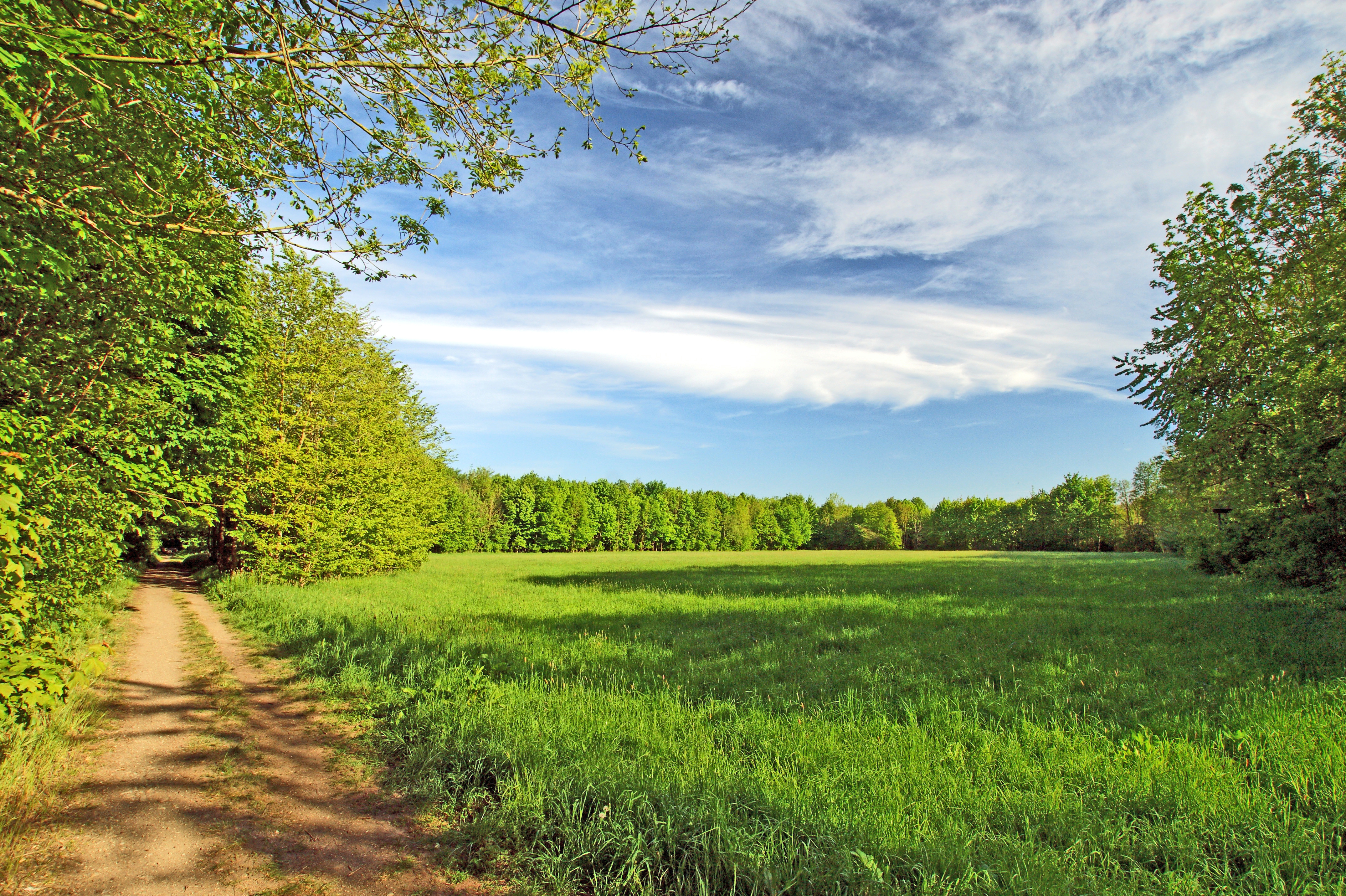
Kleine Kelchsteinwiese
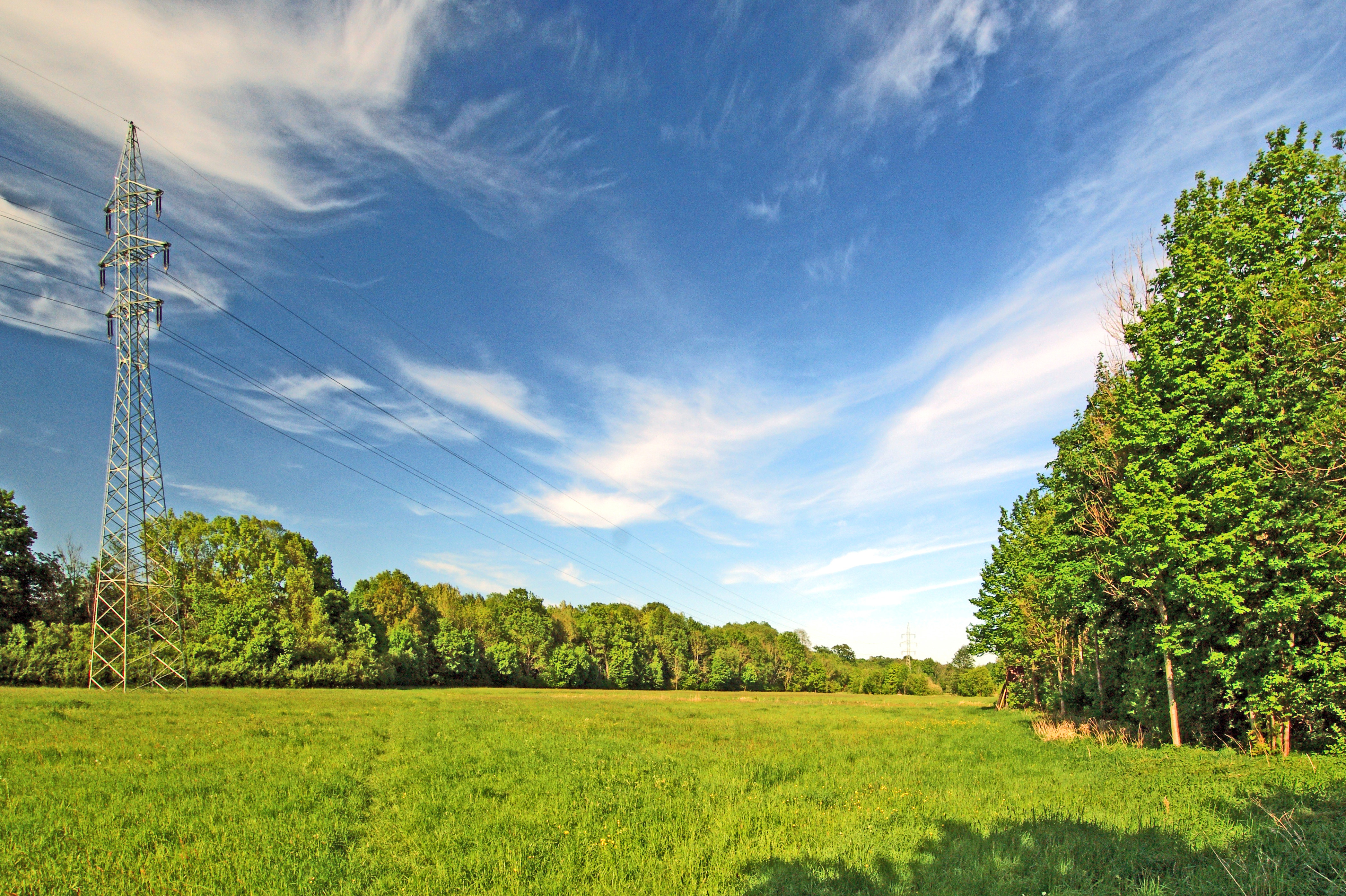
Leitungsschneise